# Vorupør gamle kirkegård
Vorupør gamle kirkegård (også kaldet Vorupør østre kirkegård eller lokalt æ gammel kjærwe) ligger ved Kapelvej i klitheden øst for Nørre Vorupør i Nationalpark Thy. Kirkegården henligger delvis i naturtilstand. Den rummer mange historiske gravsten og grave. Våbenhuset fra den første Vorupør Kirke er bevaret som gravkapel.

## Historie
Kirken og kirkegården blev opført 1878. Indtil da søgte indbyggerne i Vorupør til Hundborg kirke, og endnu tidligere, indtil begyndelsen af 1800-tallet, Jannerup kirke.
Den religiøse vækkelse med Indre Mission i anden halvdel af 1800-tallet ramte egne i hele Danmark, men især Vestjylland og også Vorupør, især den yngre generation. Samtidig var fiskeriet og fiskerbefolkningen i vækst.
Deraf fulgte behovet for en kirke. Den blev placeret midt mellem tre bebyggelser som dengang var mere jævnbyrdige i størrelse: Førby/Vorup (ved Førby Sø), Sønder Vorupør og Nørre Vorupør. Her lå Førby skole også (i dag Kapelvej 1). Landevejen fra Thisted delte sig her mod Nørre Vorupør og Sønder Vorupør/Stenbjerg. Der fandtes ikke nogen direkte vej mellem Sønder og Nørre Vorupør.
Nørre Vorupør voksede, men ikke Sønder Vorupør. Kirken fra 1872 blev lille og for afsides. Den blev nedrevet i 1902, og materialer og inventar genbrugt til den nye Vorupør Kirke. Tilbage fra den gamle kirke står kun våbenhuset, som blev forlænget til dobbelt størrelse og gjort til kapel. Kirkegården er stadig i brug til sjældne begravelser, især for beboerne i nærheden. Men de fleste begraves på Vorupør Kirkegård, også kaldet "æ nyjk kjærwe" eller Vorupør vestre kirkegård, som ligger tæt på Vorupør Kirke.

## Gravsteder
Den mest markante grav på kirkegården er fællesgraven for otte fiskere i alderen 17 til 67 år, der den 26. marts 1885 omkom på havet. Efter ulykken gik mange flere over til Indre Mission.
Den 17. november 1890 bjærgede fiskere fra Vorupør to lig i havet. De to omkomne var brandmænd fra Amrum, som fra nederlaget i 1864 (2. Slesvigske Krig) havde hørt til Preussen og senere det Tyske Kejserrige. De to blev begravet på kirkegården, hvor de har en gravsten med tysk inskription. Ifølge overleveringen placerede man dem med hoved og gravsten mod øst – modsat skik og brug – fordi man ikke var sikker på om de var gudelige, eller ifølge en anden forklaring fordi de var tyskere. Men det er usikkert om det er årsagen.
Under 1. Verdenskrig skyllede to tyske soldater, Heinrich Bäcker og Richard Grunwald, i 1918 i land i Vorupør. Deres grav findes også på den gamle kirkegård.
På kirkegården ligger folketingsmedlem Jens Munk-Poulsen og redningsmand Peder Pedersen Knudsen.
Den grundtvigianske menighedsrådsformand Johannes Kristensen Udmarks grav fra 2008 findes også på kirkegården. Han var aktiv for at gøre Vorupør Sogn til et selvstændigt sogn i 1980 og arbejdede for bevarelsen af kirkegården med rensning og opmaling af de gamle gravsten, da præster ellers havde foreslået at sløjfe den. Hans bopæl var gården Udemark ved Førby Sø i nærheden.

## Eksterne links
- Dramatik bag freden, reportage om grave og skæbner på kirkegården, Kristeligt Dagblad, 25. juli 2001
- Levende fortællinger om de dødes historie, historiker Jimmy Munk Larsen fortæller om kirkegården, med billeder og video, 23. januar 2014
- Klaus Madsen: Tragedier – stærk tro og håbet om et evigt liv, navnligthy.dk, 6. maj 2010, billedreportage med gravsten m.v.
- Fotos af gravstene på Vorupør gamle kirkegård, Lokalhistoriske billeder fra Thisted Kommune